# فيليس كينيدي
فيليس كينيدي (بالإنجليزية: Phyllis Kennedy) هي عارضة وممثلة أمريكية، ولدت في 16 يونيو 1914 بديترويت في الولايات المتحدة، وتوفيت في 29 ديسمبر 1998 بلوس أنجلوس في الولايات المتحدة بسبب مرض.

## أعمال

### أفلام
- (1937) باب المسرح

## وصلات خارجية
- فيليس كينيدي على موقع IMDb (الإنجليزية)
- فيليس كينيدي على موقع أول موفي (الإنجليزية)
- فيليس كينيدي على موقع قاعدة بيانات الأفلام السويدية (السويدية)
- فيليس كينيدي على موقع قاعدة بيانات الفيلم (الإنجليزية)
- فيليس كينيدي على موقع كينوبويسك (الروسية)